# Ambulocetidae
Famille
Les Ambulocetidae sont une famille de mammifères cétacés primitifs et fossiles.

## Liste des genres
Selon Paleobiology Database (30 mai 2012) et BioLib (31 décembre 2016) :
- genre  †Ambulocetus Thewissen, Hussain & Arif, 1994
- genre  †Gandakasia Dehm & Oettingen-Spielberg, 1958
- genre  †Himalayacetus Bajpai & Gingerich, 1998

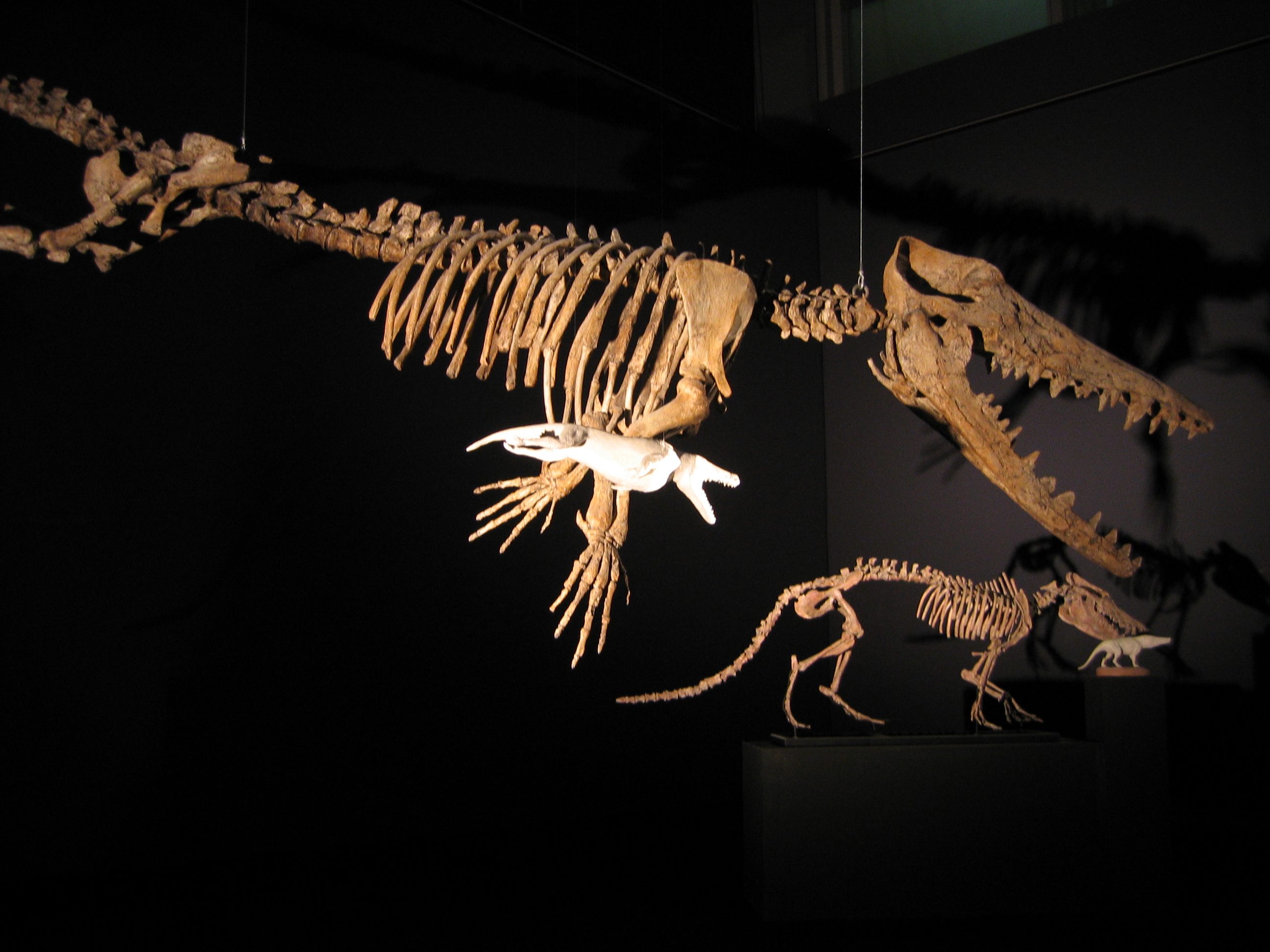
Fossile d’Ambulocetus (et Pakicetus).

## Systématique
Le nom valide de ce taxon est Ambulocetidae Thewissen, Madar & Hussain, 1996.